# 무함마드 후사인
무함마드 후사인 바흐자드(아랍어: محمد حسين محمد, Mohamed Husain Bahzad, 1980년 7월 3일~)는 바레인의 전직 축구 선수이다. 선수 시절 포지션은 센터백이었으며 바레인 대표팀 내의 국제 A매치 최다 출전자이다.

## 같이 보기
- A매치 100경기 이상 출전한 축구 선수 명단